# Saturn-Award-Verleihung 2016
Die 42. Saturn-Award-Verleihung fand am 22. Juni 2016 im kalifornischen Burbank statt. Signifikante Änderungen waren das Ersetzen der bisherigen Serienkategorien durch nach Genre aufgeteilte Kategorien sowie die Einführung einer neuen Kategorie: Beste New-Media-Fernsehserie. Die Nominierungen wurden am 24. Februar 2016 live von den Schauspielern Clare Kramer, Lance Reddick, Brianne Davis und Johnathon Schaech bekanntgegeben.
Im Filmbereich erhielt Star Wars: Das Erwachen der Macht mit 15 Nominierungen die meisten Nennungen, gefolgt von Mad Max: Fury Road mit zehn, Crimson Peak mit neun sowie Jurassic World mit acht. Im Fernsehbereich wurde The Walking Dead siebenmal nominiert, gefolgt von Game of Thrones und Hannibal mit je fünf Nominierungen.
Erfolgreichste Filmproduktion wurde Star Wars: Das Erwachen der Macht mit acht Siegen. Crimson Peak erhielt drei Preise. Im Bereich Fernsehen konnte The Walking Dead in drei Kategorien gewinnen. Hannibal und Outlander erhielten jeweils zwei Preise.

## Nominierungen und Gewinner

### Film
| Kategorie                    | Preisträger                                             | Film                               | Nominierungen |
| ---------------------------- | ------------------------------------------------------- | ---------------------------------- | --- |
| Bester Science-Fiction-Film  |                                                         | Star Wars: Das Erwachen der Macht  | Ex Machina Jurassic World Mad Max: Fury Road Der Marsianer – Rettet Mark Watney Terminator: Genisys |
| Bester Fantasyfilm           |                                                         | Cinderella                         | Für immer Adaline Baahubali: The Beginning Gänsehaut Die Tribute von Panem – Mockingjay Teil 2 Ted 2 |
| Bester Horrorfilm            |                                                         | Crimson Peak                       | Insidious: Chapter 3 – Jede Geschichte hat einen Anfang It Follows Krampus The Visit 5 Zimmer Küche Sarg |
| Bester Action-/Adventurefilm |                                                         | Fast & Furious 7                   | Everest Mission: Impossible – Rogue Nation The Revenant – Der Rückkehrer James Bond 007: Spectre Spy – Susan Cooper Undercover |
| Bester Thriller              |                                                         | Bridge of Spies – Der Unterhändler | Black Mass The Gift The Hateful Eight Mr. Holmes Sicario |
| Bester internationaler Film  |                                                         | Turbo Kid                          | Der Hundertjährige, der aus dem Fenster stieg und verschwand Ich seh Ich seh Im Labyrinth des Schweigens Legend The Wave – Die Todeswelle |
| Bester Independentfilm       |                                                         | Raum                               | 99 Homes – Stadt ohne Gewissen Bone Tomahawk Cop Car Experimenter Trumbo |
| Bester Animationsfilm        |                                                         | Alles steht Kopf                   | Anomalisa Arlo & Spot Kung Fu Panda 3 Minions Erinnerungen an Marnie |
| Beste Comicverfilmung        |                                                         | Ant-Man                            | Attack on Titan Avengers: Age of Ultron Kingsman: The Secret Service Die Peanuts – Der Film |
| Beste Regie                  | Ridley Scott                                            | Der Marsianer – Rettet Mark Watney | J. J. Abrams für Star Wars: Das Erwachen der Macht Guillermo del Toro für Crimson Peak Alex Garland für Ex Machina George Miller für Mad Max: Fury Road Peyton Reed für Ant-Man Colin Trevorrow für Jurassic World |
| Bestes Drehbuch              | Lawrence Kasdan J. J. Abrams Michael Arndt              | Star Wars: Das Erwachen der Macht  | Guillermo del Toro & Matthew Robbins für Crimson Peak Alex Garland für Ex Machina Drew Goddard für Der Marsianer – Rettet Mark Watney Matthew Vaughn & Jane Goldman für Kingsman: The Secret Service Rick Jaffa, Amanda Silver, Derek Connolly & Colin Trevorrow für Jurassic World George Miller, Brendan McCarthy & Nico Lathouris für Mad Max: Fury Road                                                                          |
| Bester Schnitt               | Maryann Brandon Mary Jo Markey                          | Star Wars: Das Erwachen der Macht  | Dan Lebental & Colby Parker junior für Ant-Man Christian Wagner, Dylan Highsmith, Kirk M. Morri & Leigh Folsom Boyd für Fast & Furious 7 Eddie Hamilton & Jon Harris für Kingsman: The Secret Service Kevin Stitt für Jurassic World Margaret Sixel für Mad Max: Fury Road |
| Beste Spezialeffekte         | Roger Guyett Patrick Tubach Neal Scanlan Chris Corbould | Star Wars: Das Erwachen der Macht  | Paul Corbould, Christopher Townsend, Ben Snow & Paul Butterworth für Avengers: Age of Ultron Mark Ardington, Sara Bennett, Paul Norris & Andrew Whitehurst für Ex Machina John Rosengrant, Michael Lantieri & Tim Alexander für Jurassic World Andrew Jackson, Dan Oliver, Andy Williams & Tom Wood für Mad Max: Fury Road Anders Langlands, Chris Lawrence, Richard Stammers & Steven Warner für Der Marsianer – Rettet Mark Watney |
| Beste Musik                  | John Williams                                           | Star Wars: Das Erwachen der Macht  | Jóhann Jóhannsson für Sicario Junkie XL für Mad Max: Fury Road M. M. Keeravani für Baahubali: The Beginning Ennio Morricone für The Hateful Eight Fernando Velázquez für Crimson Peak |
| Beste Ausstattung            | Thomas E. Sanders                                       | Crimson Peak                       | Sabu Cyril für Baahubali: The Beginning Ed Verreaux für Jurassic World Colin Gibson für Mad Max: Fury Road Rick Carter & Darren Gilford für Star Wars: Das Erwachen der Macht Scott Chambliss für A World Beyond |
| Bestes Kostüm                | Alexandra Byrne                                         | Avengers: Age of Ultron            | Rama Rajamouli & Prashanti Tipirineni für Baahubali: The Beginning Sandy Powell für Cinderella Kate Hawley für Crimson Peak Arianne Phillips für Kingsman: The Secret Service Michael Kaplan für Star Wars: Das Erwachen der Macht |
| Bestes Make-Up               | Neal Scanlan                                            | Star Wars: Das Erwachen der Macht  | Joel Harlow & Kenny Niederbaumer für Black Mass David Marti, Montse Ribé & Xavi Bastida für Crimson Peak Gregory Nicotero, Howard Beger & Heba Thorisdottir für The Hateful Eight Damian Martin & Nadine Prigge für Mad Max: Fury Road Donald Mowat für Sicario |
| Bester Hauptdarsteller       | Harrison Ford                                           | Star Wars: Das Erwachen der Macht  | John Boyega für Star Wars: Das Erwachen der Macht Matt Damon für Der Marsianer – Rettet Mark Watney Leonardo DiCaprio für The Revenant – Der Rückkehrer Taron Egerton für Kingsman: The Secret Service Domhnall Gleeson für Ex Machina Samuel L. Jackson für The Hateful Eight Paul Rudd für Ant-Man |
| Beste Hauptdarstellerin      | Charlize Theron                                         | Mad Max: Fury Road                 | Emily Blunt für Sicario Jessica Chastain für Der Marsianer – Rettet Mark Watney Blake Lively für Für immer Adaline Daisy Ridley für Star Wars: Das Erwachen der Macht Mia Wasikowska für Crimson Peak |
| Bester Nebendarsteller       | Adam Driver                                             | Star Wars: Das Erwachen der Macht  | Paul Bettany für Avengers: Age of Ultron Michael Douglas für Ant-Man Walton Goggins für The Hateful Eight Simon Pegg für Mission: Impossible – Rogue Nation Michael Shannon für 99 Homes – Stadt ohne Gewissen |
| Beste Nebendarstellerin      | Jessica Chastain                                        | Crimson Peak                       | Carrie Fisher für Star Wars: Das Erwachen der Macht Evangeline Lilly für Ant-Man Lupita Nyong’o für Star Wars: Das Erwachen der Macht Tamannaah für Baahubali: The Beginning Alicia Vikander für Ex Machina |
| Bester Nachwuchsschauspieler | Ty Simpkins                                             | Jurassic World                     | Olivia DeJonge für The Visit James Freedson-Jackson für Cop Car Milo Parker für Mr. Holmes Elias und Lukas Schwarz für Ich seh Ich seh Jacob Tremblay für Raum |

### Fernsehen
| Kategorie                       | Preisträger      | Serie                                       | Nominierungen |
| ------------------------------- | ---------------- | ------------------------------------------- | --- |
| Beste Science-Fiction-Serie     |                  | Continuum                                   | The 100 Colony Doctor Who The Expanse Wayward Pines Akte X – Die unheimlichen Fälle des FBI |
| Beste Fantasyserie              |                  | Outlander                                   | Game of Thrones Haven Jonathan Strange & Mr Norrell The Magicians The Muppets The Shannara Chronicles |
| Beste Horrorserie               |                  | The Walking Dead                            | American Horror Story: Hotel Ash vs Evil Dead Fear the Walking Dead Salem Teen Wolf The Strain |
| Beste Action-/Thrillerserie     |                  | Hannibal                                    | Bates Motel Blindspot Fargo The Last Ship The Quest – Die Serie Mr. Robot |
| Beste Superheldenserie          |                  | The Flash                                   | Arrow Legends of Tomorrow Gotham Marvel’s Agent Carter Marvel’s Agents of S.H.I.E.L.D. Supergirl |
| Beste New-Media-Fernsehserie    |                  | Marvel’s Daredevil                          | Bosch DreamWorks Dragons The Man in the High Castle Marvel’s Jessica Jones Powers Sense8 |
| Beste Fernsehpräsentation       |                  | Doctor Who (Episode: Besuch bei River Song) | The Cannibal in the Jungle Childhood’s End Turkey Hollow Sharknado 3 The Wiz Live! |
| Bester TV-Hauptdarsteller       | Bruce Campbell   | Ash vs Evil Dead                            | Charlie Cox für Marvel’s Daredevil Matt Dillon für Wayward Pines David Duchovny für Akte X – Die unheimlichen Fälle des FBI Grant Gustin für The Flash Sam Heughan für Outlander Andrew Lincoln für The Walking Dead Mads Mikkelsen für Hannibal |
| Beste TV-Hauptdarstellerin      | Caitriona Balfe  | Outlander                                   | Gillian Anderson für Akte X – Die unheimlichen Fälle des FBI Melissa Benoist für Supergirl Kim Dickens für Fear the Walking Dead Rachel Nichols für Continuum Krysten Ritter für Marvel’s Jessica Jones Rebecca Romijn für The Quest – Die Serie |
| Bester TV-Nebendarsteller       | Richard Armitage | Hannibal                                    | Vincent D’Onofrio für Marvel’s Daredevil Kit Harington für Game of Thrones Toby Jones für Wayward Pines Erik Knudsen für Continuum Lance Reddick für Bosch David Tennant für Marvel’s Jessica Jones Patrick Wilson für Fargo                     |
| Beste TV-Nebendarstellerin      | Danai Gurira     | The Walking Dead                            | Gillian Anderson für Hannibal Tovah Feldshuh für The Walking Dead Calista Flockhart für Supergirl Lena Headey für Game of Thrones Melissa Leo für Wayward Pines Melissa McBride für The Walking Dead                                             |
| Bester TV-Gastdarsteller        | William Shatner  | Haven                                       | Laura Benanti für Supergirl Steven Brand für Teen Wolf Victor Garber für The Flash Scott Glenn für Marvel’s Daredevil Alex Kingston für Doctor Who John Carroll Lynch für The Walking Dead                                                       |
| Bester TV-Nachwuchsschauspieler | Chandler Riggs   | The Walking Dead                            | Max Charles für The Strain Frank Dillane für Fear the Walking Dead Jodelle Ferland für Dark Matter Brenock O’Connor für Game of Thrones Dylan Sprayberry für Teen Wolf Maisie Williams für Game of Thrones                                       |

### Homevideo
| Kategorie                                                      | Preisträger | Film/Serie                                                   | Nominierungen |
| -------------------------------------------------------------- | ----------- | ------------------------------------------------------------ | --- |
| Beste DVD- oder Blu-ray-Veröffentlichung                       |             | Weg mit der Ex                                               | Big Game – Die Jagd beginnt Monsters: Dark Continent Die Legende der Prinzessin Kaguya Cobbler – Der Schuhmagier Der letzte Wolf                                                           |
| Beste DVD- oder Blu-ray-Veröffentlichung einer Special-Edition |             | X-Men: Zukunft ist Vergangenheit: The Rogue Cut              | Fast & Furious 7: Extended Edition Dark Society: Limited Edition Der Hobbit: Die Schlacht der Fünf Heere: Extended Edition Vanilla Sky: Alternate Ending                                   |
| Beste Veröffentlichung eines Klassikers                        |             | Nacht der Entscheidung – Miracle Mile                        | Landhaus der toten Seelen Friedhof ohne Kreuze Der Tag des Falken Alarm für Sperrzone 7 Der grauenvolle Mr. X Der Mann mit den Röntgenaugen                                                |
| Beste DVD- oder Blu-ray-Kollektion                             |             | Die Frank-Darabont-Sammlung                                  | Horror Classics (Volume 1) Jurassic Park: Die komplette Filmreihe Mad Max: Die komplette Filmreihe                                                                                         |
| Beste DVD- oder Blu-ray-Veröffentlichung einer Fernsehserie    |             | Akte X – Die unheimlichen Fälle des FBI: The Collector’s Set | Black Sails (Staffel 2) From Dusk Till Dawn: The Series (Staffel 2) Hannibal (Staffel 3) Verschollen zwischen fremden Welten: Die komplette Serie Mein Onkel vom Mars: Die komplette Serie |